# Geromed
Geromed Mediaș este o companie producătoare de sticlă din România.
Acționarul majoritar al companiei este omul de afaceri Constantin Moraru, reîntors în România după 1989 din SUA, unde a reușit să-și dezvolte afaceri pornind de la poziția de simplu suflător în sticlă.
Moraru deține și fabrica de sticlă Art Glass, precum și fabrica de sticlă Cristiro Bistrița.
Moraru a cumpărat în anul 2003 și fosta fabrică de porțelan Iris, din Cluj, cu două milioane de dolari, prin Geromed.
La sfârșitul lui 2003, fabrica Iris Cluj, închisă de câțiva ani, a fost repornită.
În anul 1995, Iris Cluj avea 2.500 de angajați.
Număr de angajați în 2004: 1.041
Cifra de afaceri în 2005: 8,4 milioane euro